# Хырхатала
Хырхатала (азерб. Xırxatala) —  село в Габалинском районе Азербайджана.

## География
Село расположено у южных предгорий Кавказских гор, западнее районного центра Габалы.

## История
По сведениям Кавказского календаря на 1856 год «татарское» (азербайджанское) село, религиозный состав — мусульмане-сунниты, язык жителей — «татарский» (азербайджанский).
В своде статистических данных о населении Закавказского края, извлечённых из посемейных списков 1886 г. указывалось село Хархатала Хархаталинского сельского общества Елизаветопольской губернии Нухинского уезда. Население численностью 302 человека обозначалось азербайджанцами (в источнике «татары»), по вероисповеданию мусульмане-сунниты.
Согласно данным Азербайджанской сельскохозяйственной переписи 1921 года село Хырхыталы входило в Бумское сельское общество четвертого Куткашенского участка Нухинского уезда Азербайджанской ССР, в селении насчитывалось 72 хозяйства, в которых проживало 399 жителей, преимущественно азербайджанские тюрки (азербайджанцы).
В материалах издания «Административное деление АССР», подготовленных в 1933 году Управлением народно-хозяйственным учётом Азербайджанской ССР (АзНХУ), по состоянию на 1 января 1933 года село Хырхата входила в Бумский сельсовет Куткашенского района Азербайджанской ССР. В селе на то время проживало 469 человек (87 хозяйств). Национальный состав Бумского сельсовета, состоял преимущественно из тюрок (азербайджанцев) — 98,7%.

## Народные рёмесла
Прежде в Хырхатала как и в ряде других габалинских сёл было развито кузнечное ремесло.

## Известные уроженцы
В Хырхатала родились: Адалет Тагирзаде — филолог-лингвист, профессор, заместитель министра образования Азербайджанской Республики (сентябрь 1992 — ноябрь 1993 года). Нофель Тагирзаде — азербайджанский архитектор, художник, писатель, диссидент. Таджеддин Шахдаглы — поэт, член Союза писателей и журналистов Азербайджана.